# Pseudozarba rufigrisea
Pseudozarba rufigrisea är en fjärilsart som beskrevs av W. Warren 1913. Pseudozarba rufigrisea ingår i släktet Pseudozarba och familjen nattflyn. Inga underarter finns listade.